# 大小广延性问题
大小广延性问题（size extensivity）在量子化学中表示一种方法的结果对参与计算的电子数目的依赖性。名称中的 extensivity 一词与热力学中的“外延”一词的含义类似。哈特里－福克方法、多体微扰理论、耦合簇方法都具有大小广延性，而非完全的组态相互作用方法则不具有大小广延性。大小广延性的一个好处是，可以直接对比含有不同数目的电子的计算结果，例如用来描述电离过程。对于不具有大小广延性的方法，随着参与计算的电子数目增多，计算结果与精确能量之间的误差也会增大。